# Språk i Gabon

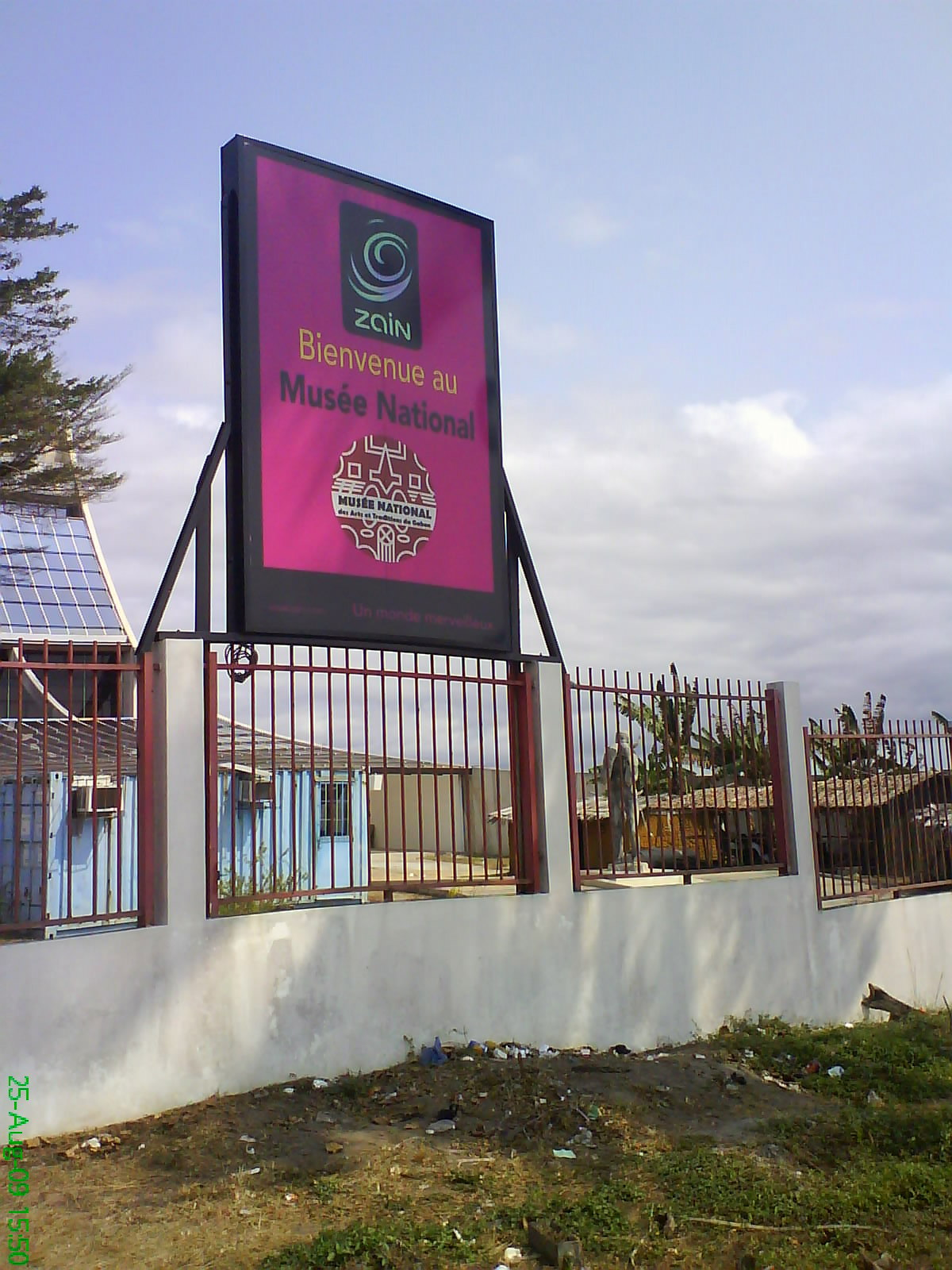
Skylt på franska vid Musée National i Libreville

Gabons officiella språk är franska. Fang som är det vanligaste modersmålet i Gabon talas emellertid av cirka 32% av befolkningen.

## Det officiella språket
Franska är förvaltnings- och undervisningsspråk. Innan andra världskriget behärskade endast ett fåtal i Gabon franska och  nästan alla av dem arbetade antingen inom statsförvaltningen eller i större företag. Efter kriget verkade kolonialmakten Frankrike för allmän grundutbildning i Gabon, och enligt 1960–61 års folkräkning, talade 47 % av gaboneserna som fyllt fjorton en del franska, medan 13% var läskunniga i språket. Under 1990-talet ökade läskunnigheten till cirka 60 %.
En liten andel av befolkningen, några tusen till antalet, som har haft sekundär eller högre utbildning talar franska mer eller mindre som modersmål. Det uppskattas att 80% av landets befolkning kan tala språket och att en tredjedel av invånarna i Libreville, huvudstaden, har franska som modersmål. Mer än 10 000 fransmän lever i Gabon, och Frankrike dominerar landets utländska kulturella och kommersiella influenser.

## De inhemska språken
Den inhemska språken är alla medlemmar av bantufamiljen och beräknas ha kommit till Gabon för cirka 2000 år sedan. I Gabon uppskattas de till cirka 40 språk. I allmänhet används de som talspråk, men skrivs inte. Missionärer från USA och Frankrike har sedan 1840-talet utvecklat transkriptioner för ett antal språk som bygger på det latinska alfabetet, de översatte Bibeln till flera av dem. Den franska kolonialpolitiken främjade dock officiellt det franska språket och motverkade de afrikanska språken. De inhemska språken i fortsätter att överföras från generation till generation via familje- och släktband samt i städer och andra områden där många människor kommer i kontakt med och flera bantuspråk.
Den gabonesiska staten har sedan början på 1970-talet sponsrat forskning om bantuspråken.
De tre största språken är fang, mbere och sira (eller eshira), vardera med cirka 25-30% av talarna. Resten av språken är ensiffriga procenttal, och vissa har bara några tusen talare.